# مؤسسة الجسر للتسامح والسلام (النمسا)
تم تأسيس وإشهار مؤسسة الجسر للتسامح والسلام (BTF) في مدينة زالتسبورغ بالنمسا في عام 2006، برقم 665715585.
وقد قام الأستاذ محمد مصطفي جادالله، رئيس مجلس إدارة المؤسسة، والعاملين بها، وعلي رأسهم مديرة المؤسسة إنجريد شنوتزينجر، بتنظيم العشرات من الفعاليات، ما بين محاضرات، وسيمينارات وكورسات تعليمية.
كما حاضر رئيس مجلس إدارة المؤسسة المئات من المحاضرات والمؤتمرات والندوات، عن الحضارة المصرية وفنون الحوار والاتصال السلمي، وأساليب صناعة السلام المجتمعي في المجتمعات التعددية في مصر، إضافة إلى الترويج للمنتج السياحي المصري في كل من ألمانيا، والنمسا، وسويسرا.
ونظراً لتعدد مجالات العمل الأكاديمي والمؤسسي، فقد قامت المؤسسة بتأسيس أكاديمية التراث الحضاري المشترك والحوار في مطلع عام 2010، وذلك لفصل الأنشطة الأكاديمية، عن الأنشطة التنظيمية، مع الحفاظ على وحدة الرؤية والأهداف بين المؤسسة والأكاديمية.

## مجالات العمل الأكاديمي والمؤسسي

### التعاون مع الهيئات والمؤسسات الإسلامية.
يرتكز العمل مع الكيانات الممثلة للأقلية المسلمة على التطوير الأكاديمي والتدريب علي مهارات بناء جسور التواصل والحوار البناء في الأمور الدينية والحضارية من خلال:
•	كورس تعليمي متقدم، ينقسم إلى أربع مستويات يتم فيه التدريب والمتابعة من خلال ورش عمل على أسس الحوار الإسلامي الوسطي والتواصل الخالي من العنف مع غير المسلمين، بهدف تعضيد دور الأقليات في عمليات الاندماج المجتمعي، وتحقيق السلام الاجتماعي، ويُمَّكِن المسلم من التحرر من وضع المدافع عن الإسلام - في المناقشات مع غير المسلمين - إلي وضع الند المتساوي في الحقوق والقيمة الإنسانية، يتقن أدوات الحوار، مدرك للفرق بين الحوار والمناظرة..
يمنح المتم لمراحل تلك الدراسة، شهادة معتمدة تمكنه من المحاضرة عن الإسلام تحت رعاية المؤسسة.
•	برنامج لتطوير مهارات الحوار والاتصال، للأكاديميين والمتخصصين المسلمين، مؤسس على تعاليم القرآن الكريم والسنة النبوية، ومبادئ إنصاف الخصم في الإسلام، مدعوماً بأحدث النظريات المنهجية الغربية في هذا الشأن.
•
محاضرات وورش عمل تعالج القضايا الإسلامية في حياة المسلمين في الغرب.
•	وساطات في حل النزاعات القائمة في المجتمع النمساوي باستخدام علوم الوساطة وساطة

### التعاون مع الفئات المجتمعية المختلفة.
يتم التعاون مع ممثلي كافة الشرائح العمرية والاتجاهات العقائدية والفكرية في الغرب بخطوات ثابتة، تهدف إلي:
•	ضبط المصطلحات، وتصحيح المفاهيم الخاطئة التي تعوق التفاعل الحضاري.
•	مخاطبة الضمير الإنساني، وإعداده لتقبل (الآخر) علي أسس واقعية موضوعية.
•	تقديم الأفكار الحضارية من خلال مفردات وأساليب التعبير الأوروبية لمساعدة الأوروبيين في فهمها، نظراً لاختلاف الخلفيات الحضارية، واختلاف الدلالات اللغوية بين الحضارات.
•	في خطة هي الأولي من نوعها ومنهجيتها في تاريخ العلاقة بين الحضارة المصرية القديمة الأم والحضارة الإسلامية من ناحية، وبين الحضارة الغربية، تهدف الأكاديمية إلى دمج الإرث الفكري والأخلاقي للحضارات القديمة من ناحية، ونتاج الحضارة الإسلامية من ناحية أخرى في مجال الدراسات الإنسانية في المجتمعات الأوروبية، التي ما زالت تعتقد أن الوعي الإنساني بدأ عند العبرانيين، وانتهي عند الأوروبيين وعصور نهضتهم الفكرية.
الوسائل المتبعة لتحقيق تلك الأهداف:
•	محاضرات وورش عمل وتنظيم مؤتمرات، وكورسات متخصصة، تمهد لتطوير طرق تفكير ووعي ورؤية الفرد في المجتمع التعددي لواقعه الإنساني، بمساعدة الأفكار والمبادئ الإنسانية من الكتب المقدسة والحضارات القديمة.

### الرحلات السياحية والثقافية.
تقوم المؤسسة بتنظيم الرحلات والمعسكرات لمختلف الشرائح العمرية، سواء من الأصحاء أو من ذوي الاحتياجات الخاصة؛ لمعايشة واقع التواصل الحضاري في الدول المختلفة، وبخاصة مصر وإقليم الأندلس في إسبانيا، كناذج متكاملة للتفاعل الحضاري؛ كي يتثنى لهم التفريق بين الدين من ناحية، والعادات والتقاليد، المنسوبة إلى الدين من ناحية أخرى.

## وصلات خارجية باللغة الألمانية
موقع المؤسسة
قناة مدير الأكاديمية للمقاطع الفيلمية على اليوتيوب